# Xyletobius beddardi
Xyletobius beddardi är en skalbaggsart som beskrevs av Perkins 1910. Xyletobius beddardi ingår i släktet Xyletobius och familjen trägnagare. Inga underarter finns listade i Catalogue of Life.